# عصوية ذهبية لحمية
عصوية ذهبية لحمية (الاسم العلمي: Chryseobacterium carnis) هي نوع من البكتيريا، سلبية الغرام، تتبع جنس عصوية ذهبية.